# Манфреди, Асторре III
Асторре (Асторджо) III ди Галеотто Манфреди (итал. Astorre III di Galeotto Manfredi; 20 января 1485, Фаэнца — ночь с 5 на 6 июня 1502, Рим) — синьор Фаэнцы (1488—1501).

## Биография
31 мая 1488 года его отец, Галеотто Манфреди, правитель Фаэнцы, был убит кинжалами наёмных убийц, при активном участии жены Франчески, дочери правителя Болоньи Джованни II Бентивольо. Франческа действовала при поддержке местной знати и с ведома отца, который мечтал присоединить Фаэнцу к своим владениям. Самой женщиной двигало недовольство обращением мужа и ревность к любовнице. Начавшееся в городе восстание сорвало планы правителя Болоньи. После заступничества правителя Флоренции Лоренцо Медичи, под чьим покровительством находилась Фаэнца, Джованни Бентивольо и его дочери позволили покинуть город, а малолетний наследник перешёл под опеку городского совета.
Незаконнорождённые братья Асторджо, Франческо и клирик Шипионе, опираясь на партию Валь ди Ламоне (округи города), пытались присвоить себе неограниченную исполнительную власть до совершеннолетия синьора, но натолкнулись на мощное сопротивление городских патрициев. Когда 1492 году умер Лоренцо Медичи, Фаэнца лишилась надёжного покровительства. В 1494 году был обнаружен заговор в пользу сына свергнутого в 1477 году в результате народного восстания Карло II, Оттавиано Манфреди (1472—1499). Найдя сторонников в городской округе, Оттавиано попытался завоевать Фаэнцу. Тогда городской совет обратился за помощью к Венеции, перейдя под её защиту. Оттавиано был изгнан, а в город был прислан управляющий. Асторджо считался капитаном на службе Венеции. Его город поставлял солдат и лошадей для военных нужд Венецианской республики.
В 1495 году, рассчитывая на покровительство в дальнейшем, городской совет добился заключения брачного договора между своим юным синьором и Бянкой Сфорца, дочерью правительницы Форли Катерины Сфорца, родственницы могущественного миланского герцога. Брак остался номинальным сначала по причине слишком юного возраста Асторджо, а затем вследствие разрыва договора со стороны его тёщи. Причинами послужили отказ Асторджо и властей Фаэнцы переориентировать политику города на Флоренцию (под чьим покровительством находился Форли), а также её личное знакомство с Оттавиано Манфреди, вызвавшее у Катерины планы замены Асторджо на престоле Фаэнцы его двоюродным братом. В том же году Оттавиано был убит подданными Фаэнцы, когда ехал во Флоренцию получать жалованье за военную службу.

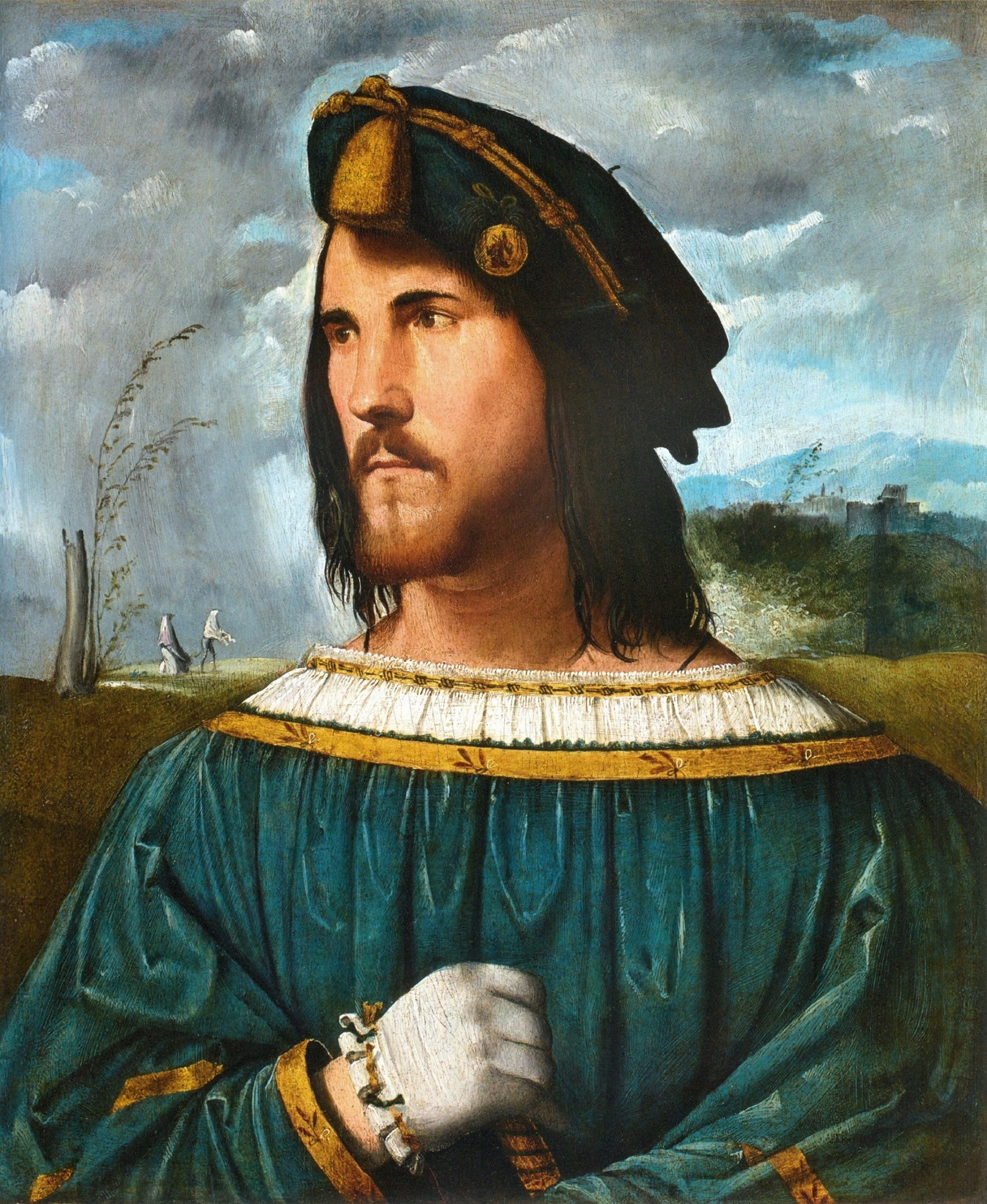
Чезаре Борджиа

## Захват Фаэнцы Чезаре Борджиа
В 1499 году сын папы Александра VI, Чезаре Борджиа, начал поход в Романью с целью создания в центре Италии собственного государства. Формальным предлогом для похода было возвращение церкви её земель, незаконно захваченных мелкими тиранами, которые перестали платить папе налог в качестве викариев. Одной из таких синьорий была Фаэнца. Попытки договориться с папой об уплате просроченного налога не удались. В этом же году закончился договор о военной службе Асторджо у венецианцев. Правитель Фаэнцы в апреле 1500 года лично поехал вести переговоры о продлении кондотты (договора о найме на военную службу). Несмотря на то, что сам он произвёл благоприятное впечатление, результат оказался отрицательным: Венеция ощущала слишком сильное давление со стороны Рима.
Между тем, Чезаре Борджиа смог через своих людей войти в соглашение с командиром гарнизона Фаэнцы, кастелланом Никколо Кастаньино, о захвате в плен синьора Асторджо и передаче ему города. Однако юноша чудом избежал ловушки, зато были перехвачены люди Борджиа, и заговор открылся.
Горожане приняли решение защищать город и своего синьора.
В ноябре 1500 года Чезаре Борджиа вступил на земли Фаэнцы. Ему удалось быстро занять окрестные замки, опираясь на помощь Диониджи и Винченцо Нальди, двух капитанов и наиболее влиятельных лиц в округе Фаэнцы, которые изменили своему синьору, и перешли на сторону врага. Осада города длилась с 10 по 28 ноября. Борджиа был вынужден уйти вследствие упорного сопротивления горожан и разыгравшейся непогоды. Он обложил округу Фаэнцы своими войсками. Зимой жители занимались созданием дополнительных укреплений. Еду они добывали путём вылазок в окрестности. В марте 1501 года город был взят в плотное кольцо. 13 марта началась новая осада. Жители отчаянно защищались, но силы были неравны. Среди защитников произошёл раскол. Городские власти хотели сдать город. Противники, глава гарнизона Бернардино да Марцано, синьор Асторджо и его сводный брат Джованни Еванжелиста, заперлись в замке и продолжили сопротивление. Во время одного из боёв Марцано был ранен, что вызвало панику в гарнизоне. Этим воспользовались городские власти, которые направили своих людей на переговоры к Борджиа и сдали Фаэнцу. Асторджо и его людям была обещана жизнь и разрешение поехать, куда они захотят, если он сдаст замок. В условиях, когда гарнизон отказался сражаться дальше, замок был сдан.
Борджа не выполнил своего обещания в отношении синьора города, которому было отказано в немедленном отъезде. Асторджо и его брат сопровождали Чезаре в его дальнейшем походе. Все современные событиям источники подчёркивают недобровольность этого путешествия для синьора Фаэнцы («Хроника города Фаэнцы», «Форлийские хроники» Андреа Бернарди, дневник Иоганна Бурхарда. «Хроники Флоренции» Джироламо Уги и др.), хотя ему оказывались всяческие почести. 17 июня 1501 года Чезаре Борджиа покинул свои войска и тайно прибыл в Рим, где передал братьев Манфреди под надзор своего отца, после чего вернулся на фронт. 20 июля молодые люди были помещены, по сообщению представителя мантуанского герцога Сильвестро Каландра, под усиленную охрану в замок Святого Ангела. Год спустя они были казнены совместно с несколькими неизвестными людьми (сообщают венецианский посол, а также дневники Луки Ландуччи и Агостино Лапини), вероятно, их сторонниками. Смерть их была отмечена многими современниками. Хронисты и авторы дневников описывают разные её детали, часто допуская намёки на особую жестокость. «Хроника города Фаэнцы» вообще опускает этот сюжет. Первыми, кто рассказал о тяжёлых пытках и издевательствах, пережитых перед смертью правителями Фаэнцы, стали Франческо Гвиччардини в «Истории Италии» и Якопо Нарди в «Истории Флоренции».

## Личность Асторре
Современники считали Асторджо III воплощением идеала красоты того времени. На единственном сохранившемся живописном портрете (картинная галерея г. Фаэнцы) он представлен в возрасте 12-14 лет в простой, не отличающейся изысканностью одежде. Правитель Фаэнцы имел светлые, тонкие, чуть вьющиеся длинные волосы, нежные черты лица, короткий нос и характерный длинный подбородок.
Венецианский составитель ценных дневников и государственный деятель Марино Санудо Младший, видевший Асторджо III лично, отмечал умение правителя Фаэнцы держаться во время переговоров, располагать к себе и его хорошее владение речью. Леандро Альберти, автор историко-географического описания Италии (книга вышла в 1650 году), опираясь на отзывы современников, называет главной чертой его характера благоразумие, а также упоминает, что его брат также отличался высокими душевными качествами.
Сохранились письма Асторджо Манфреди: два целиком, несколько в отрывках и около десятка-двух в упоминаниях. Одно из сохранившихся целиком писем — инструкции послу в Риме и выражение обеспокоенности по поводу неудачных попыток договориться о примирении с папой (приводится Д. Ч. Тондуцци в «Истории Фаэнцы»), второе — просьба к Венеции о помощи против Чезаре Борджиа (приводится в дневниках Марино Санудо ради необычайной красоты слога). Сохранившиеся отрывки писем также представляют собой просьбы к Венеции о помощи. В них описываются некоторые моменты осады Фаэнцы. Ряд отрывков носят следы написания в спешке. Они также содержатся в дневниках Санудо. Там же мы можем найти многочисленные упоминания о других деловых письмах. Все письма написаны на принятом в Фаэнце диалекте итальянского языка.